# X Scuti
X Scuti är en pulserande variabel  av Delta Cephei-typ (DCEP) i stjärnbilden Skölden.
Stjärnan varierar mellan visuell magnitud +9,5 och 10,42 med en period av 4,19807 dygn.